# Bálint-nap
Az angolszász országokban Valentine (Bálint) napján (február 14-én) tartott Valentine's Day (magyarul: Bálint-nap) ünnepe  a 20. század végétől világszerte elterjedt világi „szerelmes-ünnepként”. Szent Bálint (Valentin vagy Valentinus) a szerelmesek, a lelkibetegek és az epilepsziával élők védőszentje. Magyarországon e szentnek csak szórványosan alakult ki kultusza (vö. alább).  Az angolszász szokás Magyarországon az angol elnevezés magyarosított formájú átvételével, mint Valentin-nap vált ismertté és népszerűvé az 1990-es évektől kezdődően. Ezen az ünnepen a szerelmesek megajándékozzák párjukat, vagy szerelmes üzenettel kedveskednek neki. A Valentin-nap vallási eredete világszerte, így Magyarországon is elhomályosult.
Az ókorból eredő ünnepet a keresztények február 14-én ünneplik, ami pontosan egy nappal az ókori Római Birodalom kedvelt Lupercalia ünnepe előtti nap. A rómaiak az ünnepet Lupercus és Faunus isteneken kívül az ókori Rómát alapító legendás testvérpár, Romulus és Remus tiszteletére tartották meg. A pogány ünnep központjában az a Lupercal nevű barlang állt, ahol a monda szerint egy farkas a városalapító két fiúcskát szoptatta.
A keresztény szokás eredete, hogy Szent Bálint, Terni (akkori nevén Interamna) püspöke a 14. században a jegyesek és fiatal házasok védőszentjévé vált Angliában és Franciaországban. Ennek a szentről elterjedt egyik történet képezte az alapját. Eszerint mielőtt keresztény hite miatt II. Claudius császár idején kivégezték, Bálint a hite erejével a börtönőre vak leányának visszaadta a látását. Mielőtt – a hagyomány szerint – február 14-én kivégezték, búcsúüzenetet küldött a lánynak, amelyet így írt alá: „A Te Bálintod.” Ez a Bálint-napi üzenetküldés eredetének leggyakoribb magyarázata. A legenda szerint a püspök a szerelmeseket a keresztény szokások szerint megeskette egymással, köztük katonákat is, akiknek az akkori császári parancsok értelmében nem lett volna szabad házasságra lépni. A friss házaspárokat megajándékozta kertje virágaival. A hagyomány úgy tartja, hogy ezek a házasságok szerencsés csillagzat alatt születtek. A vallásos, az egyházi liturgiában gyökerező eredete ennek az ünnepnek  Jézusnak, mint égi vőlegénynek a megérkezése az égi esküvőre. A római-katolikus naptárnak (Calendarium Romanum Generale) az 1970-es évi reformjakor e szent és emléknapja az  előírt egyházi liturgiából eltűnt, hogy helyet adjon a történelmileg bizonyítható szaloniki születésű szent testvérpár, Konstantin-Cirill († Róma, 869. február 14.) és Szent Metód liturgikus ünnepének.
A napot átszövi sok hagyomány, ugyanúgy mint az 1990-es években népszerűvé lett, az USA-ból és Írországból átvett Halloweent.

## Története

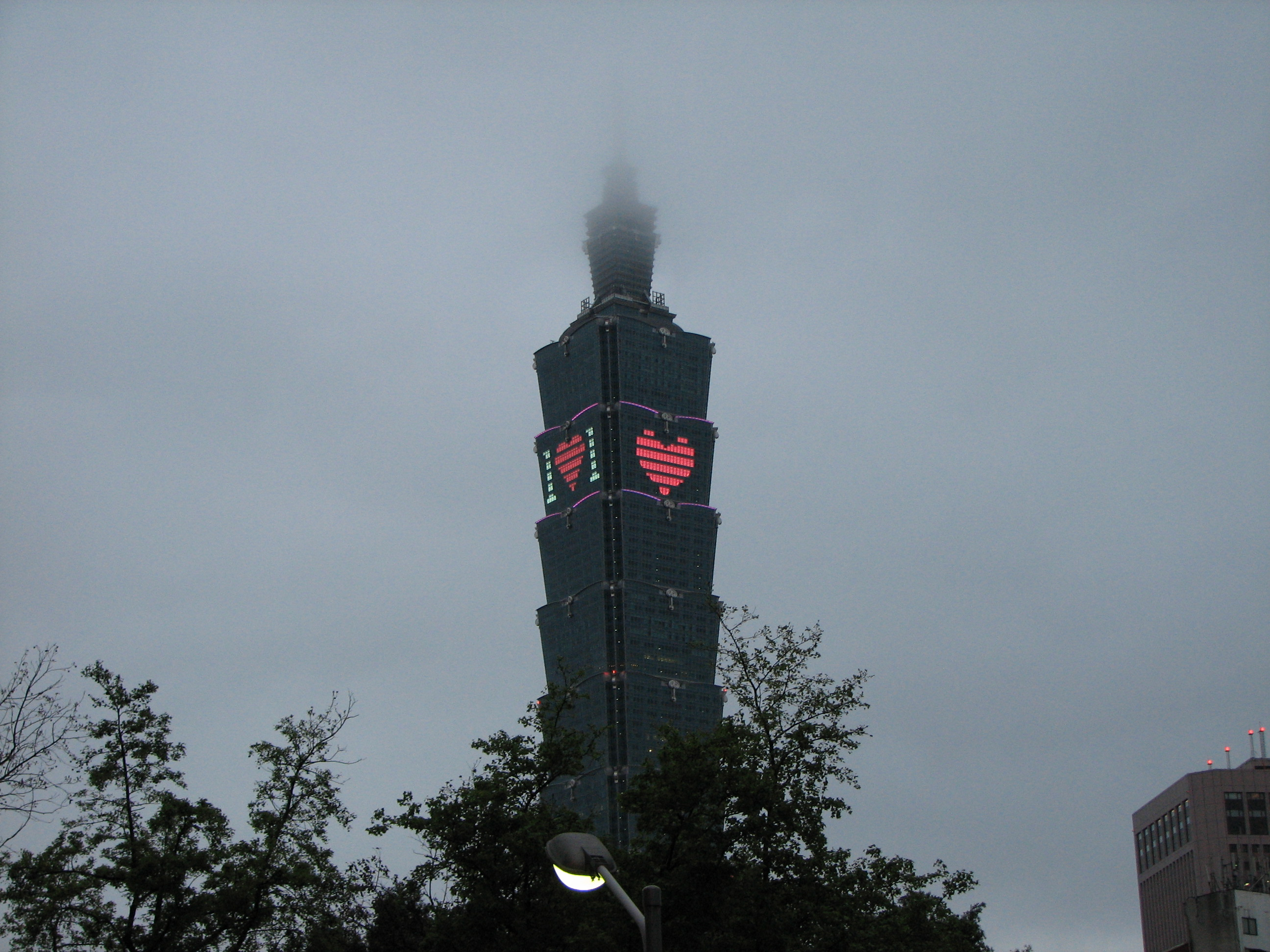
Taipei 101 Valentin napján

### Ókori pogány előzmények
A Bálint-nap körüli napokon az ókori Rómában két vallásos ünnep is létezett: Faunus ünnepe, és a Lupercalia vagy más néven Februa. Ezeket az ősi eredetű pásztorünnepeket február 13–15 között tartották. A Lupercalia tisztító szertartásokból és termékenységi rítusokból állt, hogy kiengeszteljék a farkas alakú, rosszindulatú Lupercus istent. A papok ekkor a februa nevű kecskebőr szíjakkal ostorozták a fiatalokat, főleg a nőket, hogy a rituális verés tisztulást és termékenységet hozzon.
A termékenység ünnepének voltak kellemesebb részei is. Ez a nap Júnó istennő, a házasság pártfogójának ünnepe is volt: a fiatal leányok Juno templomába mentek, hogy ott egy szerelmi jóslatot kapjanak az igazi partner kiválasztásához.
A férjek virágot ajándékoztak ezen a napon a feleségeknek. Az egyszerű nép (plebeius) ifjú férfiai pedig ezen a napon tombolát húztak a még hajadon nők neveivel. Az így létrejövő párok egymással jártak egy ideig és néhányan a szóbeszéd szerint valóban egymásba szerettek. Ez a népszokás sok római arisztokrata szemében erkölcstelen volt.
Egy legenda összefüggést teremt egy Valentinus nevű keresztény mártír kivégzésének napja 269. február 14. és az ugyanezen napra eső Lupercalia ünnep között, melyen a rómaiak totemisztikus farkasősét ünnepelték. Így a régi római szokások keveredtek a keresztény mártír történetével  és meghonosodtak a későbbi társadalomban is. Viszont az ókori pogány ünnepek és a későbbi Szent Bálint nap közötti közvetlen kapcsolatra nincs bizonyíték, csak ezek a legendák léteznek.

## Szent Bálint-napi hagyományok

### Anglia

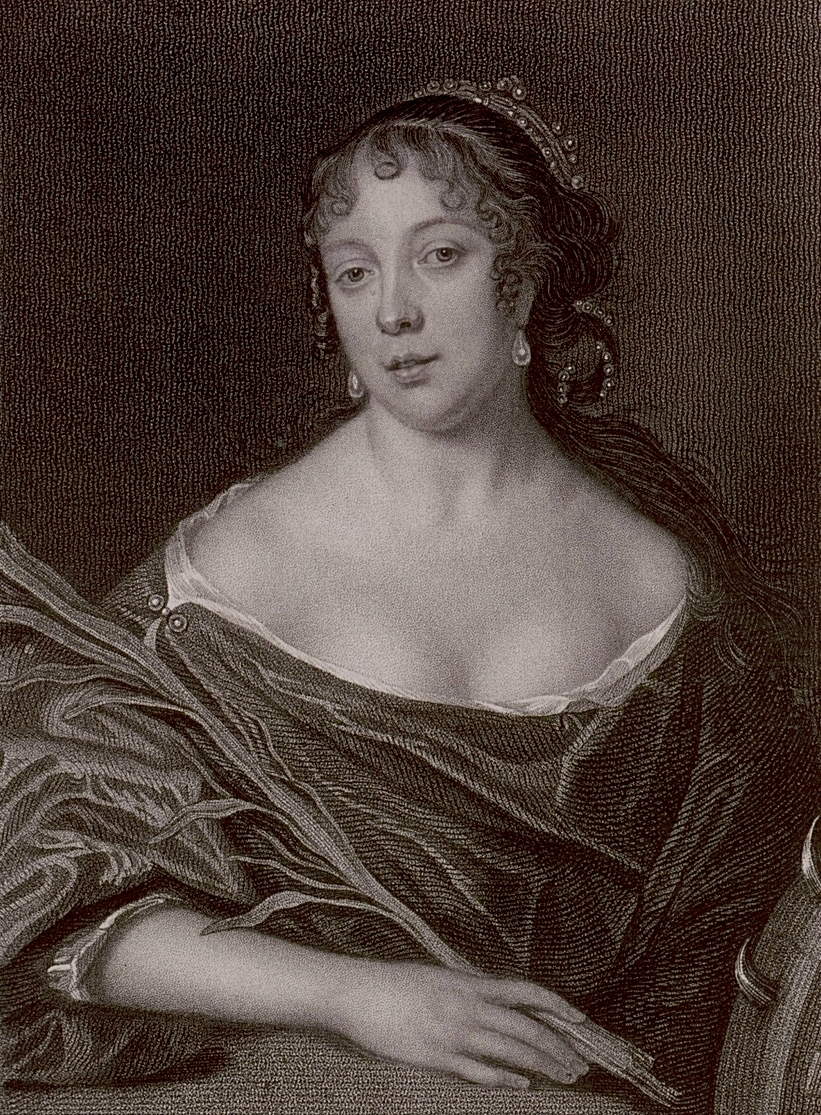
Elizabeth Pepys portréja

Az angolszász területen e nap népszerűsége Geoffrey Chaucer, angol költőnek a „Madarak parlamentje“ (Parlement of Fowls) című költeményére nyúlik vissza, mely 1383-ban feltehetően II. Richárd király udvarában megtartott Valentin ünnepségekre készült és melyet azon első alkalommal adtak elő. A költemény arról szól, hogyan gyülekeznek a madarak épp ezen a napon Triász, a természet istennője köré, hogy így mindegyikük egy társra találjon.
A 15. század vége óta vannak Valentin párok Angliában, akik egymásnak kisebb ajándékokat vagy költeményeket küldenek. A virágok ajándékozásával való kapcsolat visszavezethető Samuel Pepys költő feleségére Elizabeth Pepysre, aki 1667-ben férje szerelmes levelére egy virágcsokorral válaszolt. Az angol nemesi társaság köreiben ettől kezdődően a levél és a virágcsokor kapcsolata utánzás révén meghonosodott.
Shakespeare Hamlet című drámájában a megőrült Ophelia „illetlen” énekében Szent Bálint napjáról beszél, amelynek éjszakáján a leány bement a legényhez és már nem leányként jött ki tőle.

### Németország
Az angol kivándorlók magukkal vitték a Valentin-napi szokásokat az Amerikai Egyesült Államokba. A második világháború alatt pedig az amerikai katonák terjesztették el ezt a szokást Európában, így Németországban is. 1950-ben Nürnbergben volt az első Valentin-napi bál. Ekkor hivatalosan is bevezették a Valentin-napot. Általánosan ismertté a virágtermesztők és az édességipar reklámjaival lett.
Időközben megjelentek az édességcsomagok, kártyák és parfümök is, de a legfontosabb ajándék továbbra is a virág. Míg év közben főként a nők azok, akik a virágokat vásárolják, addig Valentin napján a férfiak vannak többségben. A vörös rózsák ára ilyenkor erősen felemelkedik.
A német nyugati szláv és szorb területeken a Valentin nap idejére esik az úgynevezett madár-esküvő ünnepe. Ehhez az ünnephez tartozik az azonos nevű német népdal.

### Japán
A japán szokás eltér a nyugatitól. Február 14-én a hölgyek csokoládéval ajándékozzák meg imádottjukat, de akár férfi munkatársaikat, ismerőseiket is. Egy hónappal később (White Day) viszonzásként aprósüteményt kapnak ajándékba.

### Dél-Korea
Dél-Koreában más hónapok 14. napja tekinthető ugyanezzel a jelentéssel bírónak. A Valentin nap és a White Day mellett a félszigeten van egy Black Day is: aki február 14-én és március 14-én sem kapott ajándékot, az április 14-én „gyászolja” ezt, és csadzsangmjont (자장면), feketebab-szósszal készített tésztát eszik.

### Máshol

Valentin napi üdvözlő kártya 1883-ból

A Kínai Népköztársaságban napjainkban egyre kedveltebb lett ez az ünnep a nyugati életstílus felé orientálódó fiatalság körében.
Brazíliában június 12-én ünneplik ezt a napot.
Európában saját hagyományok alakultak ki. Itáliában a szerelmespárok többnyire hidakon vagy folyóknál, tavaknál találkoznak. Ezeken a helyeken a kerékpárok elhelyezésére szolgáló berendezések vannak, de nem a kerékpárokat lakatolják le az olasz fiatalok, hanem egyszerűen csak magát a lakatot zárják rá az alkalmatosságokra és arra a nevük kezdőbetűit írják rá, nagyobb lakatokra ráragasztják a pár fényképét is. Miután a lakatot lezárták, a pár tagjai egy-egy kulcsot a vízbe dobnak és közben valamit kívánnak maguknak. Ezeket a kívánságokat nem szabad elárulniuk, de gyaníthatóan az örök szerelem az, amit kívánnak. Egyre több lakat gyűlik így össze nagy csomóban.
Finnországban a Valentin napot a „barátság” napjaként ünneplik, melyen képeslapot küldenek vagy kisebb ajándékot adnak át egymásnak azok, akik a másikat szimpatikusnak találják. Ez a szimpátia azonban nem erotikus jellegű.

### Magyarország

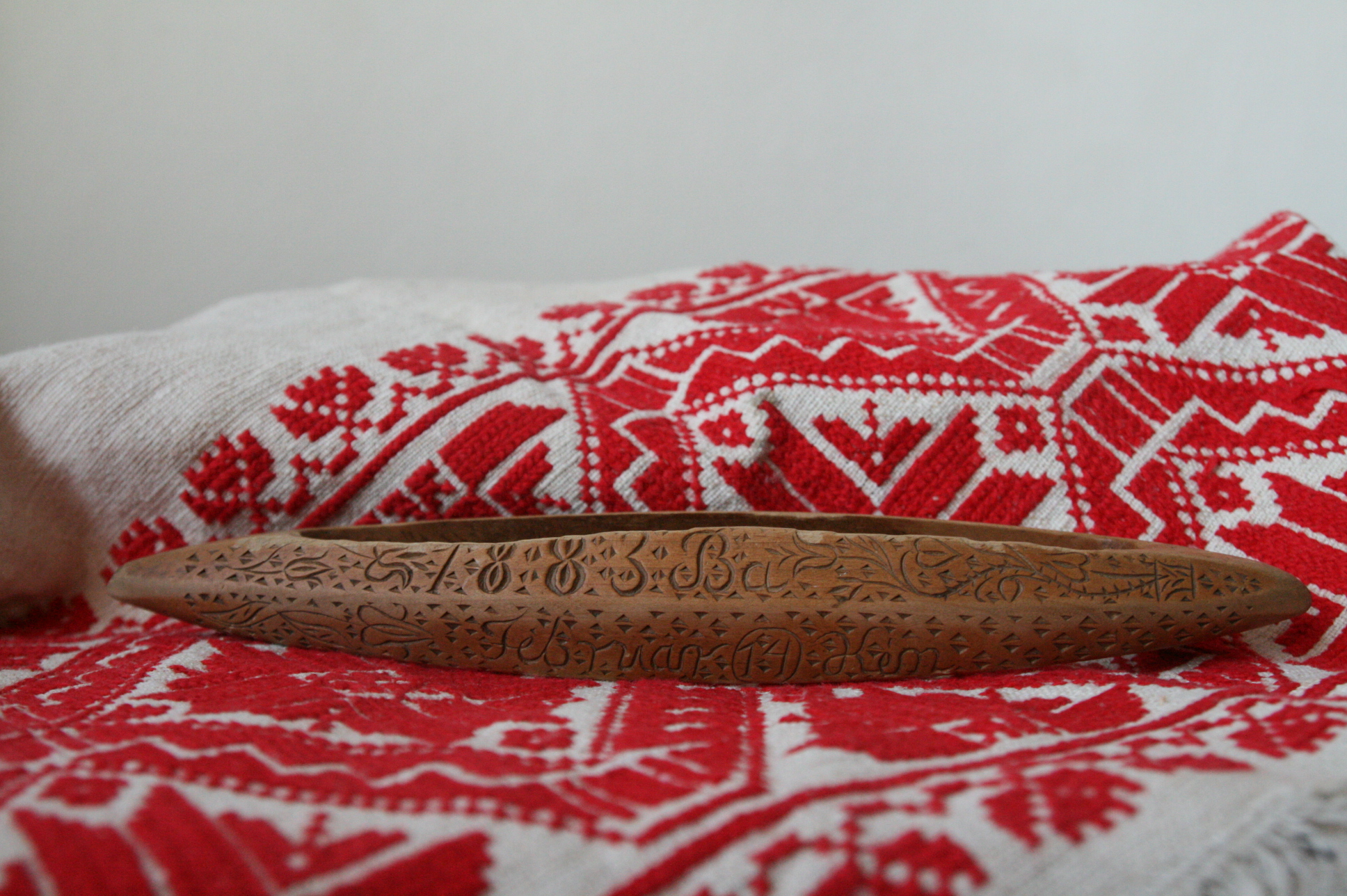
Kalotaszegi vetélő 1883-ból, amely szerelmi ajándéknak készült Bálint-napra.
A fából készült vetélő vésetének szövege: „1883-Ba Február 14 Kén”

Kevéssé ismert, hogy a magyarországi németek közt Szent Bálint igen népszerű volt, gyakran ábrázolták. Bólyban van az egyetlen Szent Bálint tiszteletére szentelt kápolna Magyarországon, a Bóly közelében fekvő Töttös Szent Erzsébet-templomának mennyezetén pedig ma is látható Bálint freskója.
Cikó központjában régi kereszt áll, két oldalán német öltözetben Szent Vendel hitvalló, a pásztorok védőszentje és Szent Bálint.
Az ország magyar lakói is számon tartották a szentet. (Ez olvasható az Érdy-kódexben is.) A „nyavalyatörésre” (epilepsziára) hajlamosak gyakran viseltek a nyakukban úgynevezett bálintkeresztet, vagy más néven frászkeresztet.
A népi hagyomány szerint ha Bálint-napon hideg, száraz idő van, akkor jó lesz a termés. Azt tartották, hogy Bálint-napon választanak párt a verebek, vagy hogy ekkor jönnek vissza a vándorló vadgalambok. Voltak olyan területek, ahol e napon szokás volt a madarakat etetni.
1997. február 14-étől Molnár Pál újságíró kezdeményezésére az általa megalapított Balassi Bálint-emlékkard elnevezésű irodalmi díjat ezen a napon adják át Budán. A díjalapító az amerikanizálódással szemben próbál azóta is európai jelleget adni a Bálint-napnak. 2006 óta Bálint-napi Balassi-fesztivál elnevezéssel szerte Európában irodalmi estekre kerül sor e naphoz kapcsolódóan: a legnagyobb részvétel évében 39 helyszínen – Lisszabontól Székelyudvarhelyig – idézték fel Balassi költészetét. Többnyire a magyar nyelvterületen kapcsolódnak be a Balassi-fesztiválba, melynek jelmondata: „az európai életérzés ünnepe”. A fesztiválok programja kötetlen, egyetlen kötelező mozzanatuk, hogy a közönség előtt meg kell nevezni az adott Bálint-napon kitüntetett magyar költőt és külföldi műfordítóját, boros rendezvényeken pedig az ő egészségükre kell elsőként koccintani. A fesztivál témáját minden év szeptember elsején az európai Balassi-kultusz központjának honlapján teszi közzé a díjalapító. 2013-ban például „Balassi, a borok barátja” volt a téma.

### Lengyelország
A lengyelországi Chełmno plébániatemplomában évszázadok óta őriznek egy Szent Bálint-ereklyét. Chełmnóban február 14-én minden évben hagyományosan megünneplik a vértanú és a szerelmesek ünnepét.

## Fordítás
- Ez a szócikk részben vagy egészben  a   Valentinstag című német Wikipédia-szócikk fordításán alapul.  Az eredeti cikk szerkesztőit annak laptörténete sorolja fel. Ez a jelzés csupán a megfogalmazás eredetét és a szerzői jogokat jelzi, nem szolgál a cikkben szereplő információk forrásmegjelöléseként.